# Сора (Медводе)
Сора (словен. Sora) — поселення в общині Медводе, Осреднєсловенський регіон, Словенія. 
Висота над рівнем моря: 361,2 м.